# Walter Wardlaw
Walter Wardlaw, dit le cardinal d'Écosse (né en Écosse et mort le 23 décembre 1387) est un pseudo-cardinal écossais du XIVe siècle créé par l'antipape d'Avignon Clément VII. Il est le premier cardinal écossais.

## Biographie
Wardlaw est notamment recteur d'Erol, secrétaire du roi d'Écosse, chanoine et archidiacre à Glasgow, archidiacre de Dunkeld et de Lothian. En 1367 il est nommé évêque de Glasgow. Wardlaw est ambassadeur en Angleterre et en France.
L'antipape Clément VII le crée cardinal lors du consistoire du 23 décembre 1383 sans lui conférer de titre et le nomme légat 'a latere' en Écosse et Irlande.